# Cosse (droit seigneurial)
Au Moyen Âge, les cosses étaient des droits de mesurage.